# Centipede
Pour les articles homonymes, voir Centipède.
Centipede est un jeu vidéo développé par Atari Inc., sorti en 1981 sur borne d'arcade. C'est le seul jeu de Dona Bailey, qui l'a programmé conjointement avec Ed Logg. Il est considéré comme un des premiers jeux à avoir attiré les femmes dans les salles d'arcade, après Pac-Man,.
Il s'agit d'un shoot 'em up fixe. Le joueur incarne un nain qui doit protéger son jardin des insectes (centipede ou littéralement chilopodes). Le principe est d'accumuler le plus de points possible en détruisant les opposants.
Il fut adapté sur multiples consoles de jeux vidéo, comme l’Atari 2600 ou la Game Boy. Ce jeu a connu une suite : Millipede sorti en 1982 sur borne d'arcade.

## Portages

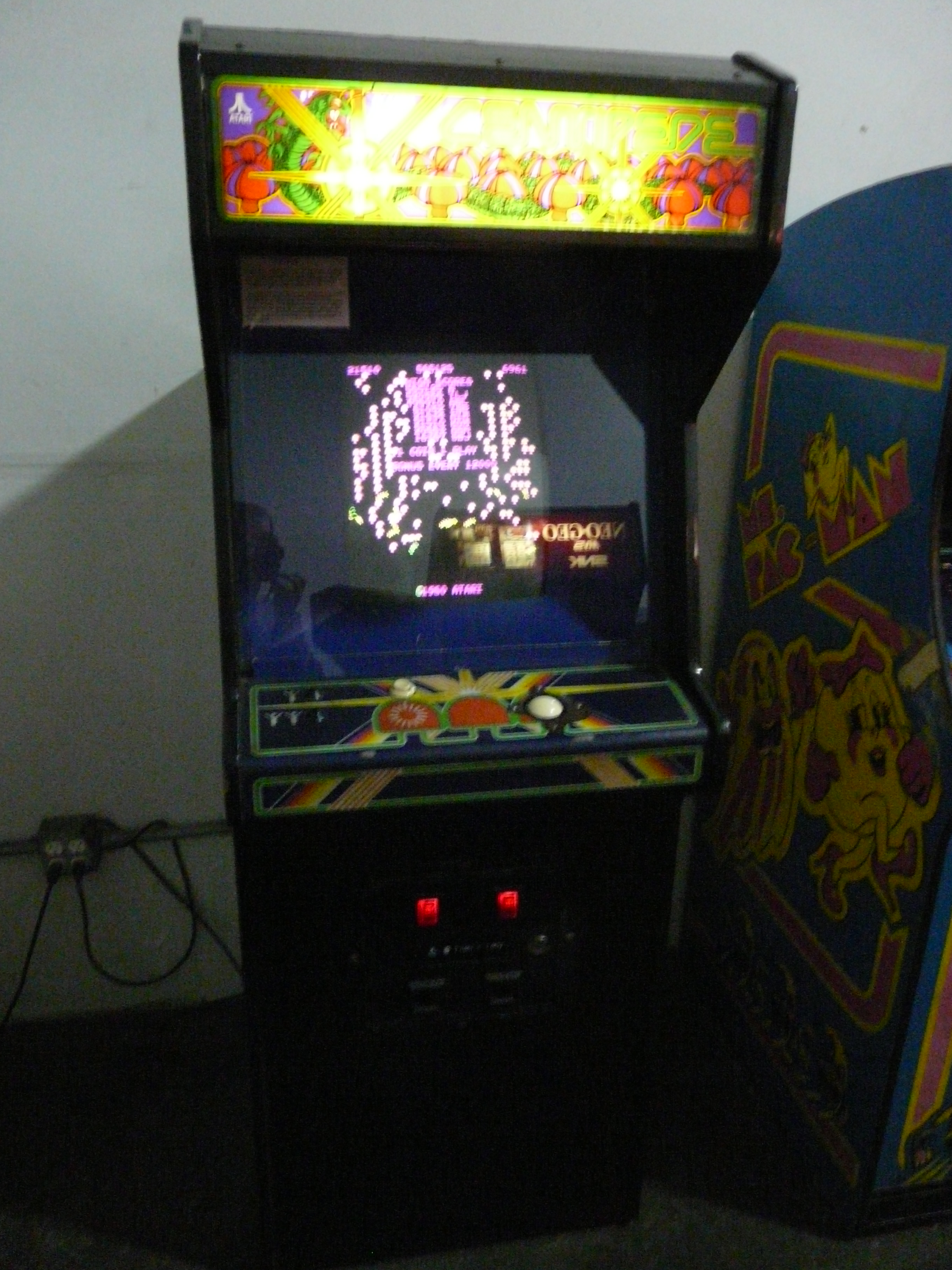
Borne d'arcade de Centipede

Le jeu a été adapté sur Atari 2600, Atari 5200, Atari 7800 et Atari 8-bit. Atarisoft a édité le jeu sur Apple II, ColecoVision, Commodore 64, Commodore VIC-20, IBM PC, Intellivision et TI-99/4A. Titus Interactive l'a adapté sur ordinateurs Thomson Gamme MOTO sous le titre Worm Madness et P.S.S. l'a adapté pour Oric en 1983. Accolade a édité le jeu sur Game Boy en 1992.
Il a depuis été réédité sur une grande variété de systèmes familiaux au travers de compilations, parfois dans des versions remixées. C'est par exemple le cas sur Super Nintendo avec Arcade's Greatest Hits, Nintendo DS avec la compilation Retro Atari Classics, Atari Classics Evolved sur PSP et Atari Arcade Classics sur Xbox Live Arcade.

## Record
Le record sur borne arcade est détenu par l'américain Donald Hayes, le 5 novembre 2000, avec un score de 7 111 111.
Le record en marathon sur la version arcade est détenu par l'américain Jim Schneider avec un score de 16 389 547 points depuis le 11 juin 2004,.

## Accueil
Le jeu est l'une des entrées de l'ouvrage Les 1001 jeux vidéo auxquels il faut avoir joué dans sa vie.